# Vonteego Cummings
Vonteego Cummings (Thomson, Georgia, 29. veljače 1976.) je američki profesionalni košarkaš i bivši NBA igrač. Igra na poziciji razigravača, a može igrati i bek šutera. Trenutačno je član hrvatskog A-1 ligaša Cedevite iz Zagreba. 

## Karijera
Karijeru je započeo na sveučilištu Pittsburgh i ondje je proveo četiri sezone. Cummings se 1999. prijavljuje se na NBA draft, te bude izabran u 1. krugu (26. ukupno) od strane Indiane Pacersa. Od 1991. do 2001. igrao je za Golden State Warriorse, a sezonu kasnije proveo je kao član Philadelphie 76ersa. Odlazi u Europu i potpisuje za talijanski Virtus iz Bologne. U sezoni 2004./05. postaje članom srpskog Hemofarma. Natrag se vraća u Ameriku i odlazi u NBDL ligaša Fort Worth Flyers. Sljedeće sezone natrag se vraća u Europu i potpisuje za srpski Partizan. S Partizanom je dva puta bio prvak Naše Sinalko Lige (2006. i 2007.) i jednom osvajač Jadranske lige. U lipnju 2007. potpisuje jednogodišnji ugovor s izraelskim Maccabiem. Sljedeću sezonu počeo je u španjolskom Estudiantesu, ali je krajem 2008. napustio klub. U 11 utakmica u ACB ligi imao je učinak od 6.7 poena i 2.6 asistencija. U siječnju 2009. odlazi u srpsku Vojvodinu Srbijegas kako bi klubu pomogao osigurati ostanak u NLB ligi. Na kraju Vojvodina je ispala iz NLB lige, a Cummings se je odlučio na odlazak iz kluba. Za Vojvodinu je prosječno u NLB ligi postizao 8.9 poena, 1.5 skokova i 2.8 asista za 26 minuta na parketu. U ožujku 2009. hrvatski A-1 ligaš KK Cedevita objavila je da je Cummings novi član u njihovim redovima.

## Vanjske poveznice
- Profil na NLB.com